# Talas (rivier)
De Talas (Kirgizisch en Kazachs: Талас) is een rivier die ontspringt in de gelijknamige oblast in Kirgizië, en vervolgens westwaarts  door Kazachstan stroomt alvorens uit te monden in het Aydynmeer. De rivier stroomt daarbij onder andere door Taraz. Samen met de Ili en de Chu is de Talas een van drie stepperivieren die eerst in westelijke en dan noordwestelijke richting door Kazachstan stromen.
In 751 was de Talas het strijdtoneel van de naar deze rivier vernoemde Slag om Talas.
- Gemeinsame Normdatei: 4460738-6
- Virtual International Authority File: 242724958